# Ana Bulajić Črček
Ana Bulajić Črček (Zagreb, 18. prosinca 1969.) hrvatska je slikarica maske i majstorica specijalnih efekata za film i TV u Hrvatskoj i Europi.
Profesionalno djeluje od 1988.
Članica je Europske filmske akademije. 

## Nagrade
Za svoj umjetnički rad višestruko  je nagrađena na Pula film festivalu (2006. Libertas, 2011. Lea i Darija, 2014. Broj 55, 2021. Illyricvm) te na Festivalu kratkog metra u Zelini (2015. The Beast/Zvjerka), također nominirana za OFTA Film Award for Best Makeup and Hairstyling (2000. Titus).

## Vanjske poveznice
- Ana Bulajić Črček - IMDb